# 伊岐神社
伊岐神社（いぎじんじゃ）は、岐阜県関市肥田瀬1263-1にある神社。

## 祭神
- 伊弉諾尊（いざなぎのみこと）
- 伊弉冉尊（いざなみのみこと）

## 歴史
寛永20年（1643年）創建。
1873年（明治6年）に近代社格制度によって郷社となった。
戦後に神道指令によって近代社格制度が廃止されると、1961年（昭和36年）には岐阜県神社庁によって金幣社に指定された。

## 境内社
- 加茂神社[2]
- 稲荷神社[2]
- 白山神社[2]
- 御鍬神社[2]
- 伊社神社[2]

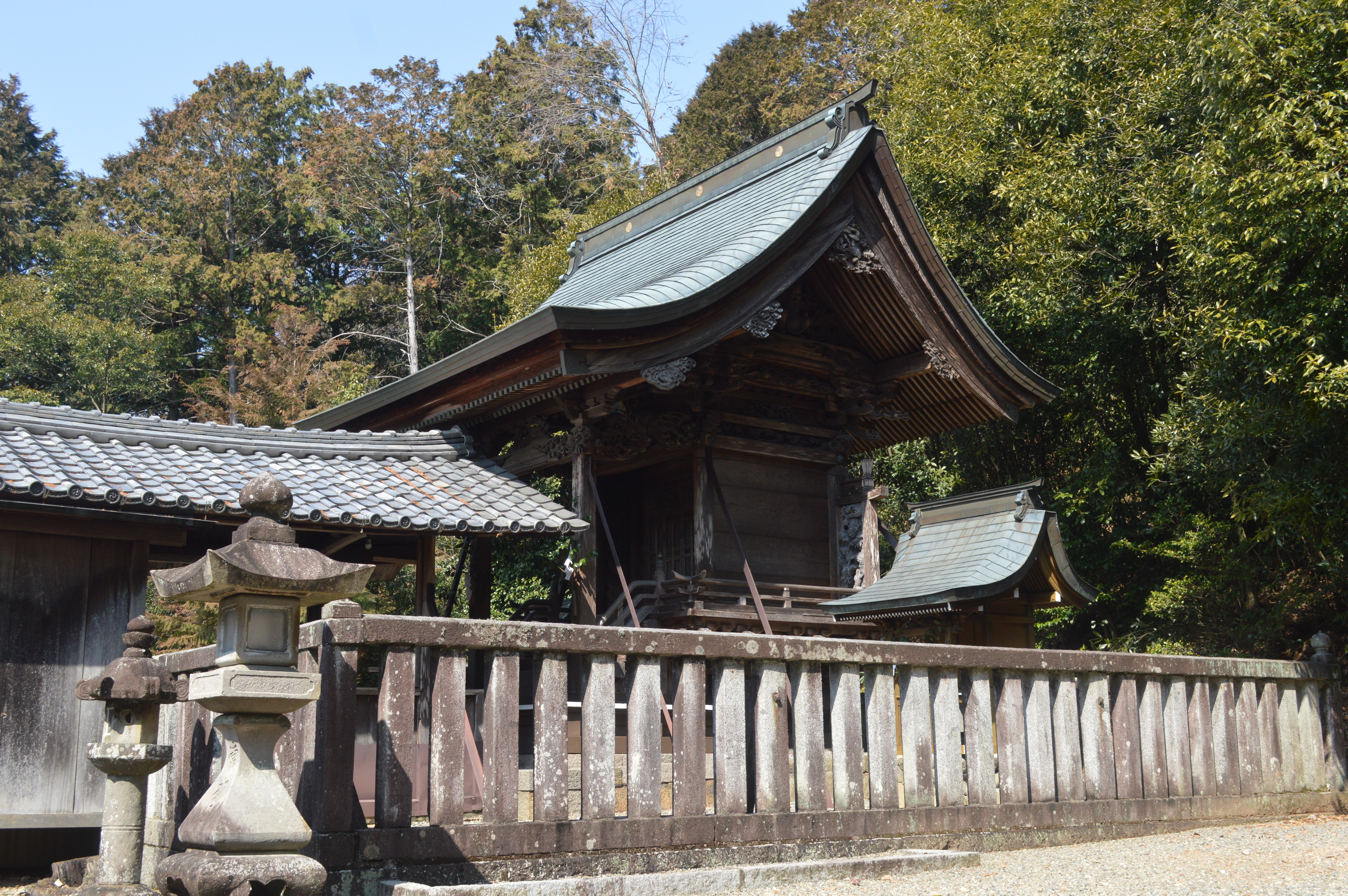
本殿
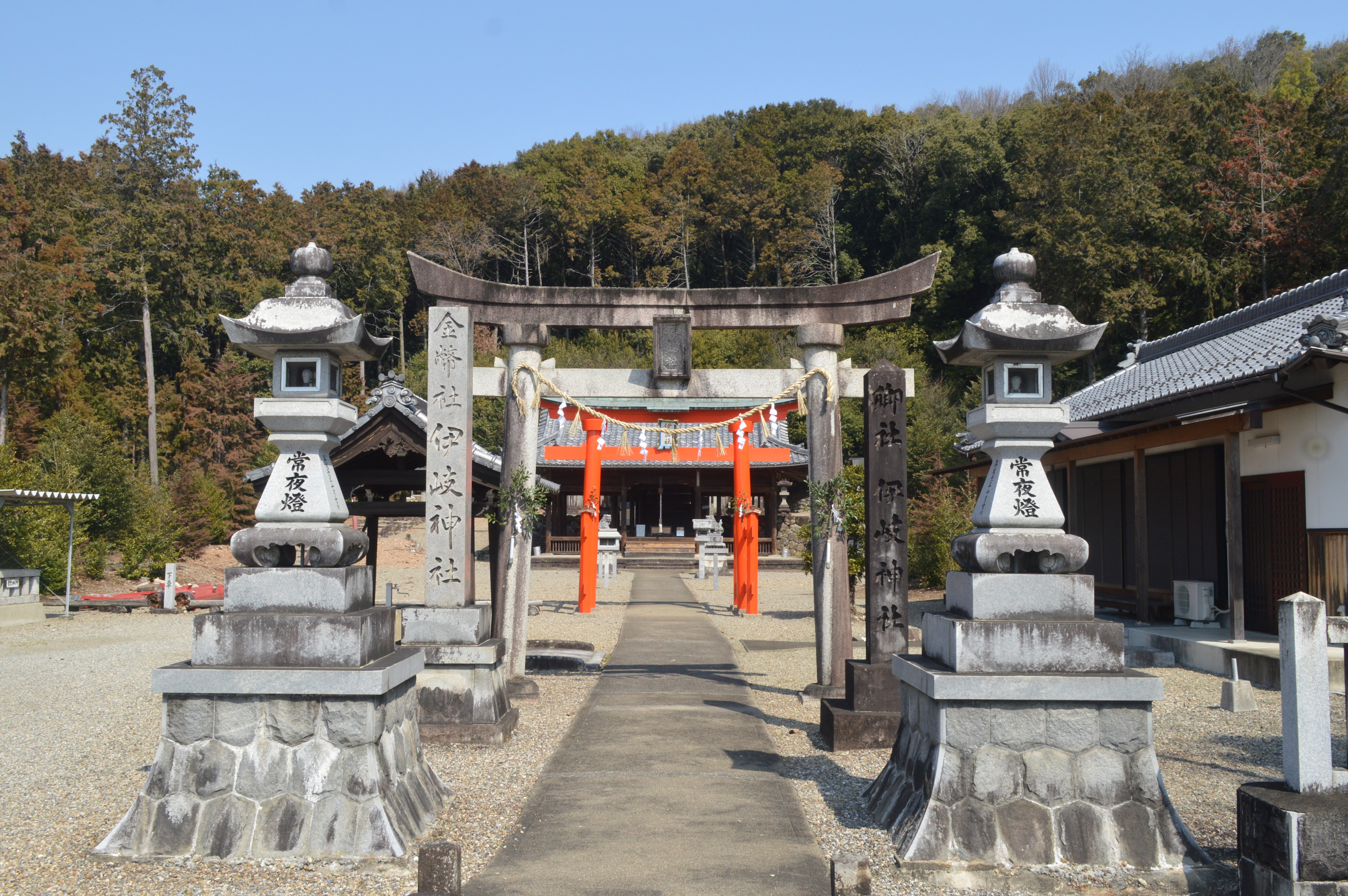
境内

## 主な祭事
例大祭
- 4月第2土・日曜日に開催[2]。奉納獅子舞が奉納される。獅子舞は関市の無形民俗文化財に指定されている。関市の獅子芝居は複数の地区に伝わっており、1968年に関市獅子舞保存会が創立、1970年に関市指定重要無形民俗文化財に指定。伊岐神社の獅子舞は関市獅子舞保存会肥田瀬支部である[3]。

甘酒祭り
- 10月9日に開催。神前に氏子等が甘酒を供える。
- 元禄6年（1693年）の大旱魃により肥田瀬用水が不足。関係する村々で争論起き、江戸への訴訟となるが、翌年に裁許状があり水争いは円満に解決された。これを祝ったのが始まりである[1]。

## 交通アクセス
- 長良川鉄道越美南線関富岡駅下車、徒歩約5分。